# Ofensiva do leste da Ucrânia
 A ofensiva do leste da Ucrânia é um teatro de operações na invasão da Ucrânia pela Rússia a decorrer, afetando três oblasts (Donetsk, Lugansk e Carcóvia) no leste ucraniano. A invasão é uma escalada significativa da Guerra Russo-Ucraniana que teve início em 2014.
A Batalha de Donbas é uma grande ofensiva nesse teatro de operações e é considerada a segunda fase estratégica da invasão. Em julho de 2022, forças russas e seus aliados separatistas capturaram as cidades de Severodonestk, Lysychansk, Rubizhne e Izium. Entretanto, no começo de setembro, a Ucrânia iniciou uma contraofensiva no leste, que recapturou as cidades de Izium, Balakliia, Kupiansk, Sviatohirsk e a cidade estratégica de Lyman. Fora do Donbas, há batalhas a decorrer nas cidades de Kreminna e Svatove.

## Visão geral
Combates esporádicos entre forças ucranianas e separatistas de Donetsk apoiados pela Rússia já ocorriam desde 2014, no âmbito da Guerra em Donbas.
Em 24 de fevereiro de 2022, a Rússia e seus aliados iniciaram uma ofensiva em toda a linha de frente no Donbas.
Os combates também ocorreram em Severodonetsk e Avdiivka. No cerco de Mariupol, as forças russas, provenientes da Crimeia, foram apoiadas por tropas irregulares da República Popular de Donetsk.
Em 18 de abril, as autoridades ucranianas e russas anunciaram o início da Batalha de Donbas, uma ofensiva em larga escala com o objetivo de capturar os oblasts de Lugansk e Donetsk.

## Linha do tempo

### Fevereiro de 2022
Na manhã de 25 de fevereiro, as forças russas avançaram da República Popular de Donetsk (RPD) em direção a Mariupol, encontrando as forças ucranianas em Pavlopil. Os ucranianos foram vitoriosos, destruindo pelo menos 20 tanques russos durante o processo. À noite, a Marinha da Rússia iniciou um assalto anfíbio a 70 quilômetros de Mariupol, ao longo da costa do Mar de Azove. Em Starobelsk, as Forças Armadas da Ucrânia supostamente destruíram um grupo de soldados russos que tentavam atravessar o rio Aidar durante uma batalha. Starobilsk foi relatada como tendo sido gravemente danificada por intensos bombardeios de artilharia russa no dia seguinte, 26 de fevereiro, enquanto as forças russas continuaram a bombardear Mariupol com artilharia ao longo do dia.
Na manhã de 27 de fevereiro, foi relatado que uma coluna de tanques russos estava avançando rapidamente em direção a Mariupol a partir da RPD, mas o ataque foi impedido pelas forças ucranianas. Seis soldados russos foram capturados. O governador do oblast de Lugansk, Serhiy Haidai, afirmou que Stanytsia Luhanska e Shchastia foram capturadas pelas forças russas, que praticamente destruíram os assentamentos com bombardeios. O governador do oblast de Donetsk, Pavlo Kyrylenko, também acusou os russos de destruir Volnovakha.

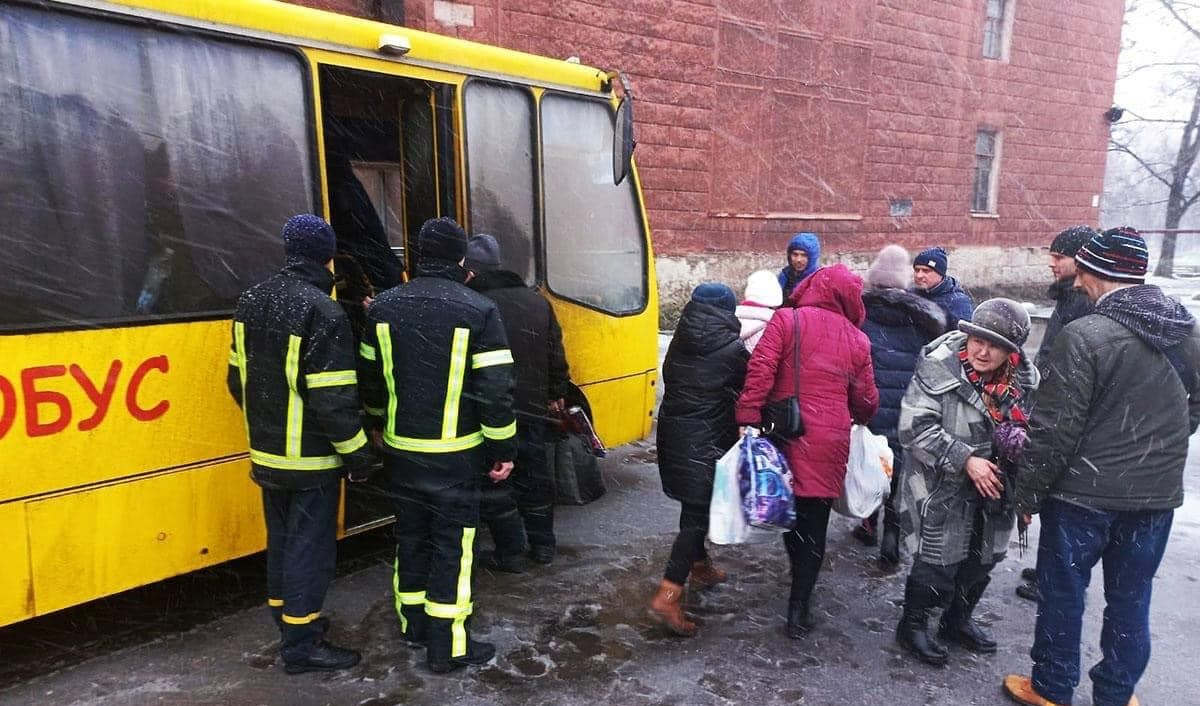
Civis ucranianos sendo evacuados de Volnovakha, no oblast de Donetsk

### Março de 2022
Em 1.º de março, as forças ucranianas iniciaram uma contraofensiva em direção a Horlivka, que estava sob controle da RPD desde o final de 2014.
Em 2 de março, um grande comboio russo com mais de 60 veículos entrou em Starobelsk, mas foi impedido de avançar por manifestantes locais. Enquanto isso, o Conselho Supremo da Ucrânia relatou que o bombardeio russo em Izium matou oito pessoas. As forças russas entraram na cidade de Balakliia durante o dia. Donetsk, controlada pelos separatistas, estava sob bombardeio há vários dias. Alguns bairros estavam sem fornecimento de eletricidade e havia carros queimados nas ruas.
O militar ucraniano Oleksiy Arestovych afirmou que as forças ucranianas partiram para o ataque pela primeira vez durante a guerra, avançando em direção a Horlivka. Ihor Zhdanov mais tarde afirmou que "houve relatos" de que uma parte da cidade havia sido capturada pelas forças ucranianas. De acordo com relatos ucranianos, a 95.ª Brigada Aerotransportada havia iniciado o ataque à cidade no dia anterior. O Exército ucraniano posicionou-se nos arredores da cidade.

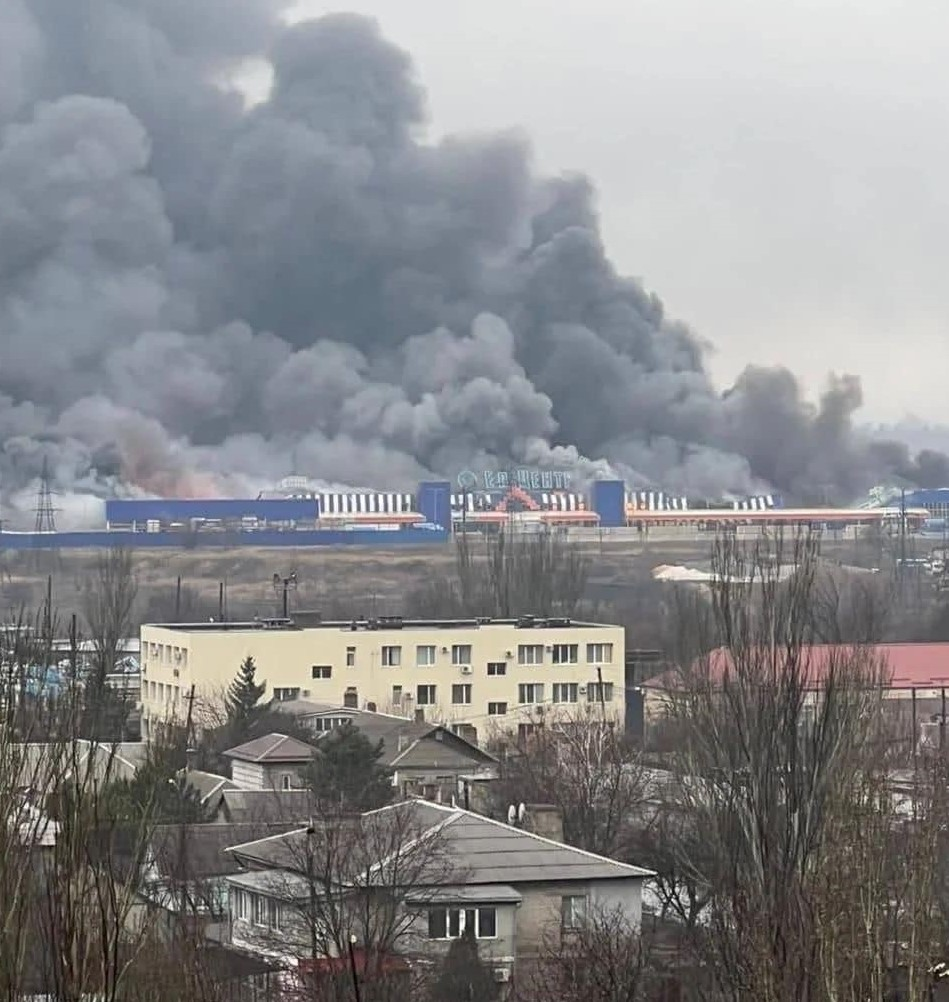
Um supermercado bombardeado pelos russos em Mariupol

Em 3 de março, as autoridades ucranianas afirmaram que 34 civis foram mortos em bombardeios russos em Mariupol nas últimas 24 horas. As forças russas entraram em Svatove durante o dia, mas foram impedidas por protestos dos moradores locais. Posteriormente, os soldados foram convencidos pelos moradores a se retirar da cidade. Enquanto isso, as forças da República Popular de Lugansk e tropas russas capturaram Novoaidar durante o dia.

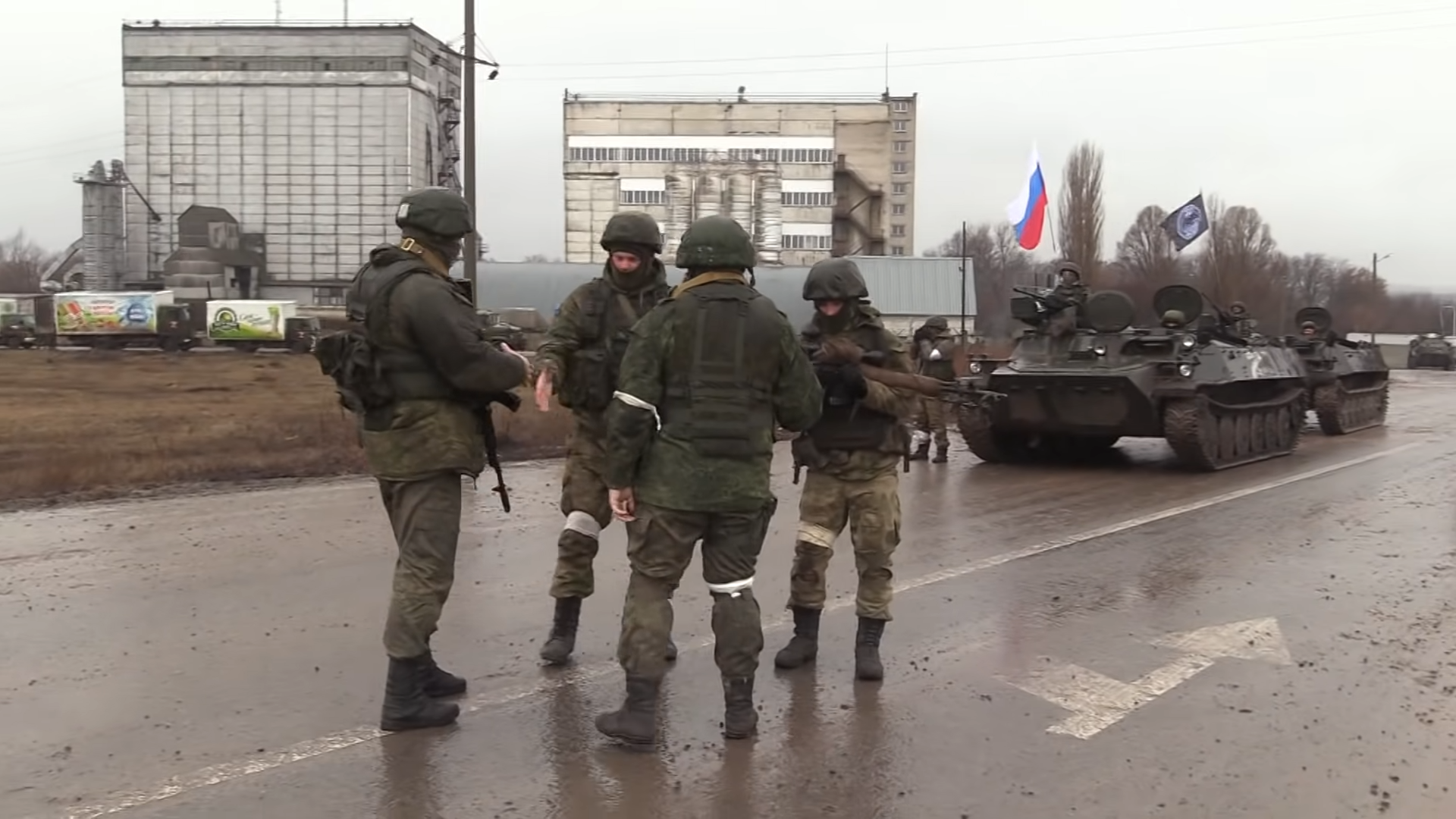
Unidades russas e da RPL se encontram em Novoaidar, março de 2022

Em 5 de março, um cessar-fogo foi declarado em Volnovakha para permitir a evacuação de civis, mas foi posteriormente frustrado, com autoridades ucranianas culpando os bombardeios russos que continuaram durante o processo de evacuação. Eles adicionaram que cerca de 400 civis ainda conseguiram deixar a cidade. No entanto, o presidente russo Vladimir Putin culpou as forças ucranianas pelo colapso do acordo de cessar-fogo.
Em 6 de março, uma segunda tentativa de evacuar civis de Mariupol foi impedida, com ambos os lados se culpando mutuamente. Haidai afirmou que os combates estavam ocorrendo nos arredores de Lysychansk, Severodonetsk e Rubizhne, enquanto Popasna e Hirske estavam sendo continuamente bombardeadas. Ele acrescentou que as forças ucranianas haviam perdido o controle de Svatove, Starobelsk e Novopskov, mas que essas cidades não continham presença significativa de tropas russas.
Em 8 de março, as autoridades ucranianas afirmaram que 10 civis foram mortos e oito ficaram feridos em bombardeios em Severodonetsk durante o dia. No dia seguinte, 9 de março, um edifício que servia como maternidade e hospital infantil em Mariupol foi bombardeado pela Força Aérea da Rússia por volta das 17h, matando cinco civis e ferindo 17.
Em 10 de março, o Ministério da Defesa da Ucrânia afirmou que as forças ucranianas estavam repelindo ataques russos nas áreas de Donetsk, Slobozhanske e parte de Tavrij. Em 11 de março, o Ministério da Defesa da Rússia afirmou que as forças da RPD haviam capturado Volnovakha. Também afirmou que eles avançaram 6 quilômetros e apertaram ainda mais o cerco a Mariupol. Vídeos posteriormente postados nas redes sociais mostraram forças russas em muitos bairros de Volnovakha. Haidai, por sua vez, afirmou que as forças russas agora ocupavam 70% do oblast de Lugansk.
Em 12 de março, a Associated Press confirmou independentemente que Volnovakha havia sido capturada pelos separatistas pró-russos e grande parte dela foi destruída nos combates. No mesmo dia, as forças ucranianas confirmaram a morte do coronel Valery Hudz, comandante da 24.ª Brigada Mecanizada ucraniana, enquanto lutava na linha de frente em Lugansk. Pavlo Kyrylenko, governador do oblast de Donetsk, afirmou que os assentamentos de Nikolske, Manhush e Urzuf foram ocupados pelas tropas russas. Ele acrescentou que todas as cidades no oblast, exceto Volnovakha, estavam sob controle das forças ucranianas.

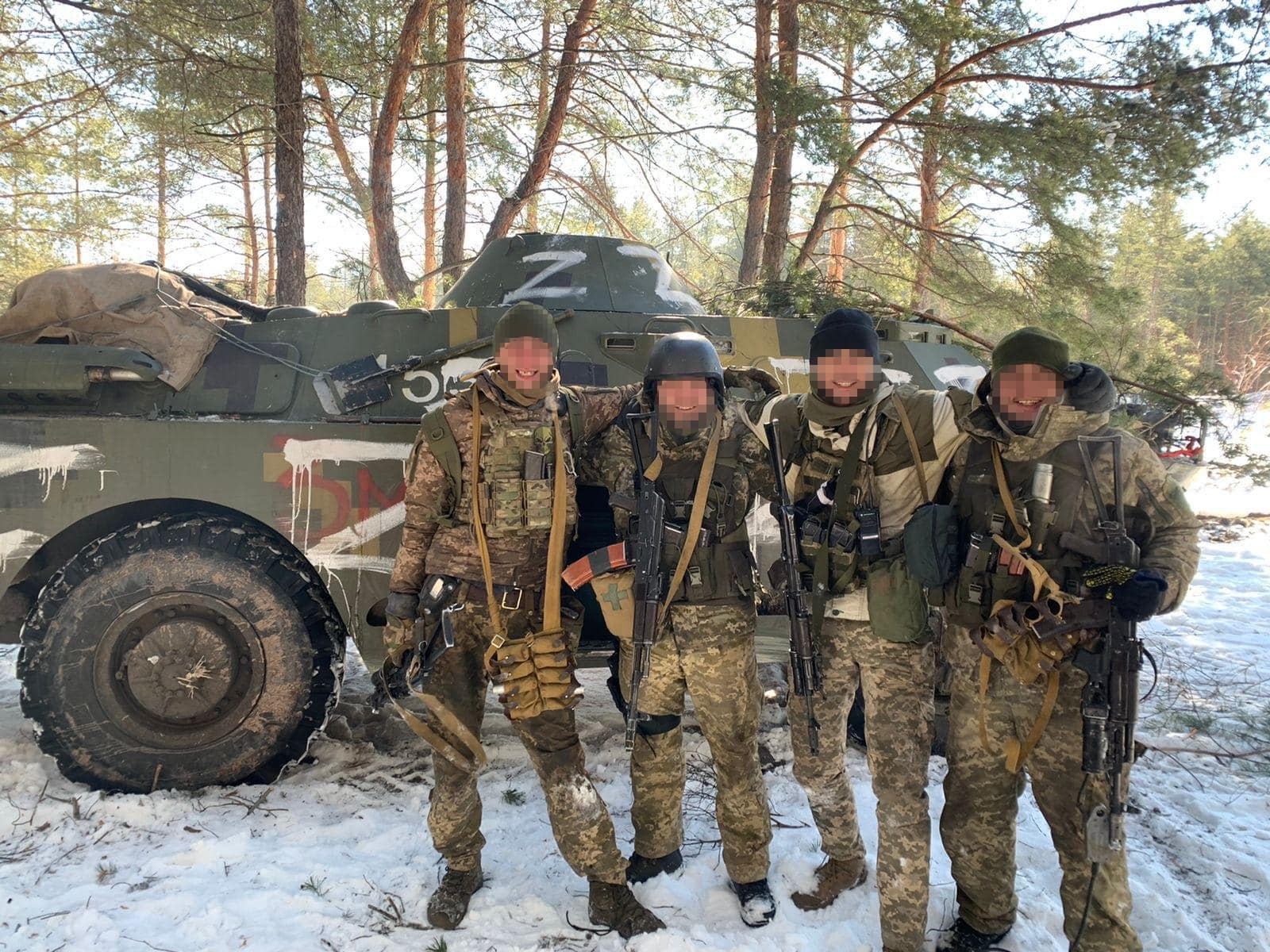
Soldados ucranianos com um BRDM russo capturado, março de 2022

Enquanto isso, autoridades ucranianas acusaram a Rússia de usar munições de fósforo branco na cidade de Popasna, localizada no oblast de Donetsk, durante a noite. Mais ao sul do oblast, o monastério de Sviatogirsk foi bombardeado por volta das 22h, ferindo 30 pessoas e danificando o mosteiro.
Em 13 de março, o Ministério da Defesa da Rússia afirmou que as forças russas haviam capturado os assentamentos de Nikolske, Blahodatne, Volodymyrivka e Pavlivka no oblast de Donetsk, numa tentativa de alcançar Velyka Novosilka. O Exército ucraniano afirmou que as forças russas haviam capturado os assentamentos de Staromlynivka, Yevhenivka, Pavlivka e Yehorivka durante o dia.
Em 14 de março, Donetsk foi atingida por um ataque com mísseis. Denis Pushilin, presidente da República Popular de Donetsk, afirmou que eles haviam abatido um míssil Tochka-U ucraniano disparado contra a cidade de Donetsk, mas partes dele caíram no centro da cidade, matando vários civis. O Ministério da Defesa da Rússia afirmou que 23 civis foram mortos e outros 28 ficaram feridos. No entanto, o exército ucraniano negou ter realizado o ataque e afirmou que era "inequivocamente um foguete russo ou outra munição", e investigadores independentes apoiaram essa afirmação.

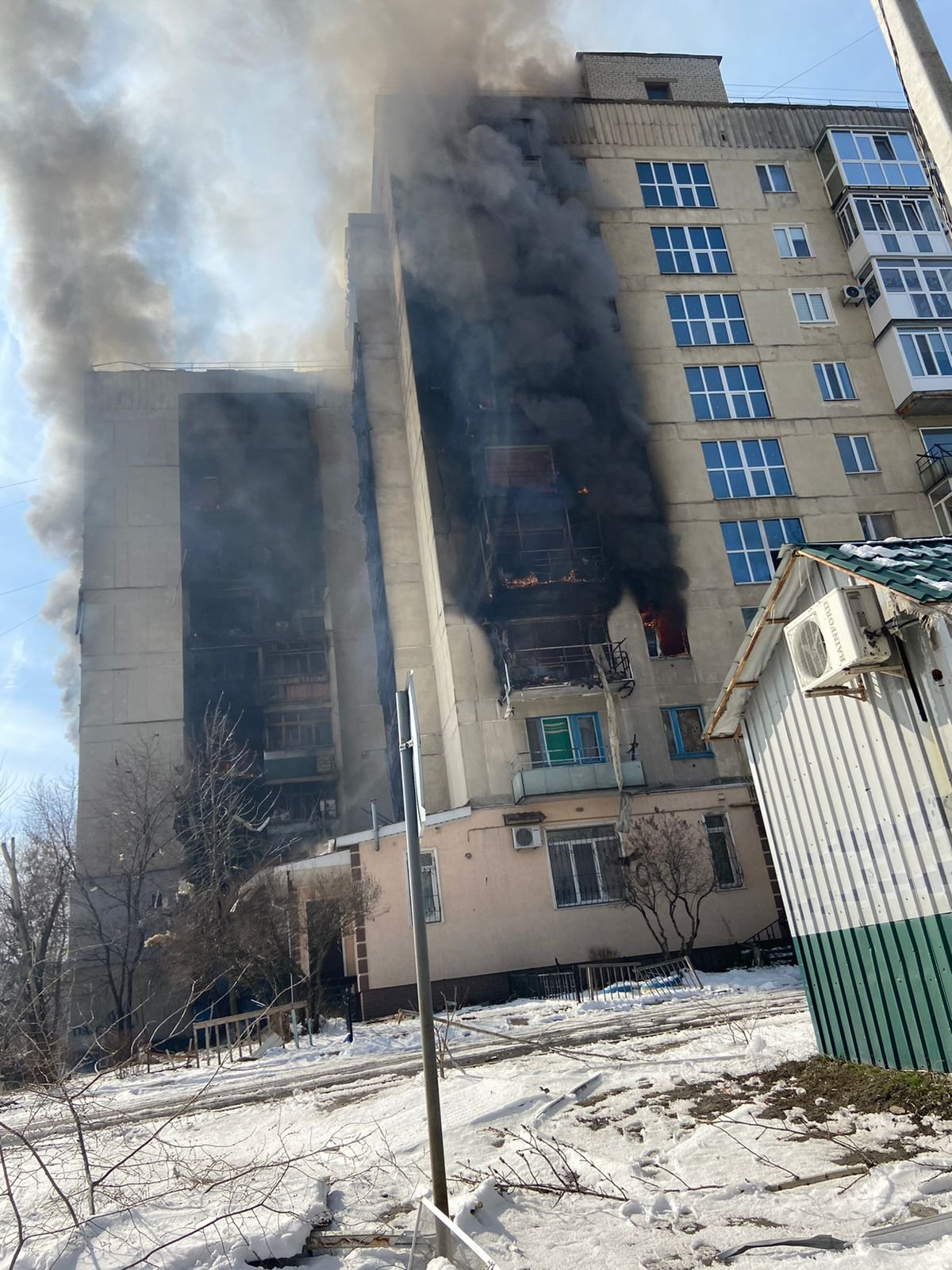
Prédios queimando em Severodonetsk após bombardeio russo, 13 de março

Mais tarde, as forças ucranianas disseram que as tropas russas da 336.ª Brigada de Infantaria Naval de Guardas e da 11.ª Brigada de Assalto Aéreo de Guardas tentaram avançar no oblast de Donetsk às 17h, mas foram repelidas com até 100 soldados mortos e seis de seus veículos destruídos.
Em 15 de março, Haidai afirmou que quatro civis foram mortos pelos bombardeios das forças russas atingindo um hospital, uma instituição de cuidados para crianças com deficiência visual e três escolas em Rubizhne. Em 20 de março, as autoridades russas confirmaram que o vice-comandante da Frota do Mar Negro, Andrey Paliy, foi morto em Mariupol.
Em 22 de março, o presidente da RPL, Leonid Pasechnik, afirmou que "quase 80% do território" da região de Lugansk está ocupado e que "Popasnaya, Lisichansk, Rubizhne, Severodonetsk e Kremennaya não foram liberadas". Ele observou que a situação nos campos de batalha está "estavelmente tensa" e que as unidades da Milícia Popular da RPL estão se esforçando para tomar o controle de Popasnaya e Rubizhne. O Ministério da Defesa da Rússia afirmou que as forças da RPD capturaram Marinka.
Em 25 de março, o Ministério da Defesa da Rússia afirmou que a Rússia está preparada para entrar na segunda fase das operações militares buscando ocupar grandes cidades ucranianas no leste da Ucrânia. Isso foi relatado pela Reuters, dizendo: "Agências de notícias russas citaram o ministério da defesa dizendo que os separatistas apoiados pela Rússia agora controlavam 93% da região de Lugansk da Ucrânia e 54% da região de Donetsk - as duas áreas que juntas compõem o Donbas". A República Popular de Lugansk afirmou ter capturado as aldeias de Ivanivka e Novosadove em 28 de março.
No final de 29 de março, autoridades locais relataram uma série de explosões fora da cidade russa de Belgorod, perto da fronteira com a Ucrânia. De acordo com a agência TASS da Rússia, um acampamento militar temporário russo foi atingido por um projétil disparado do lado ucraniano, ferindo pelo menos quatro pessoas.

### Batalha no Donbas e contraofensivas ucranianas (abril de 2022–presente)

#### Abril de 2022

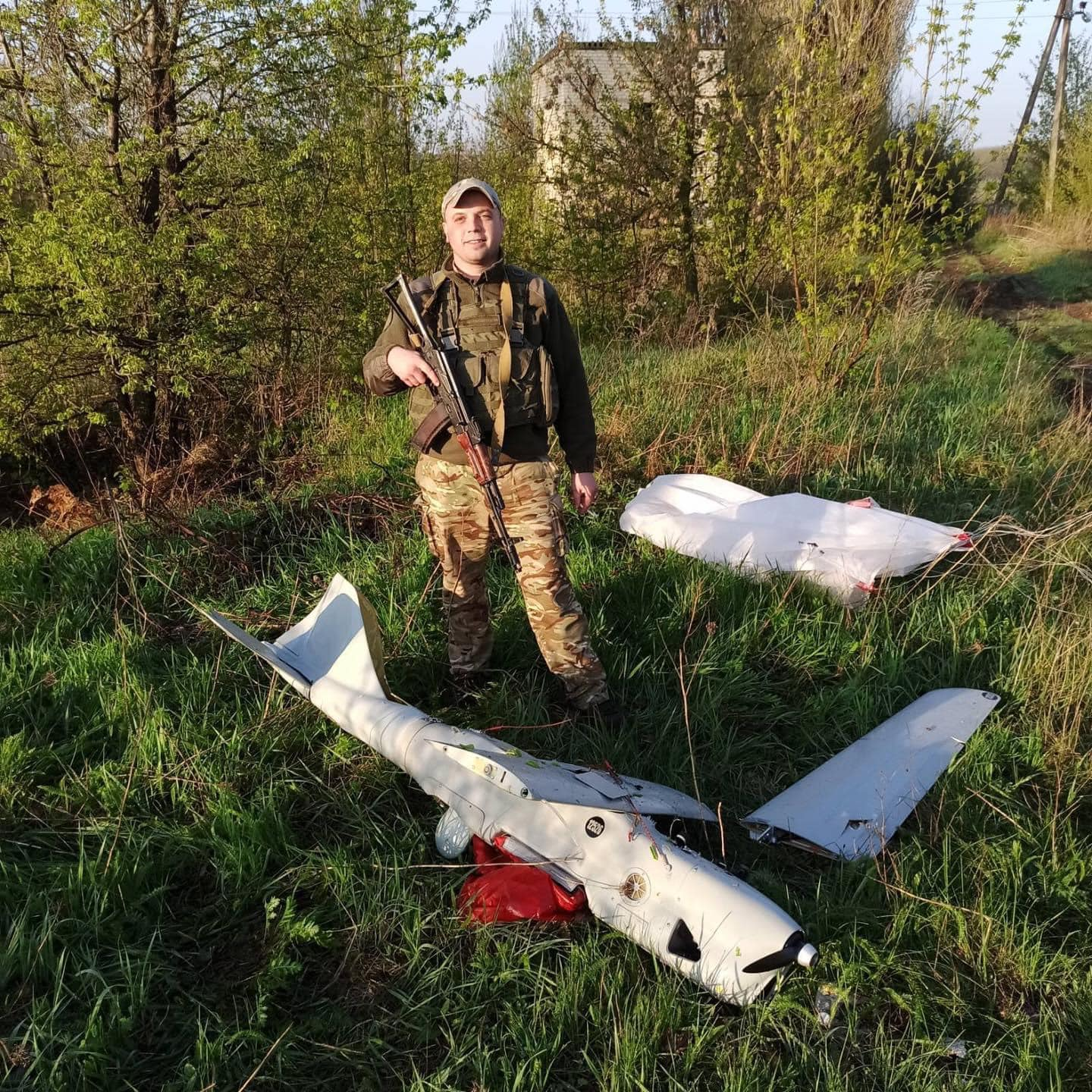
Um drone russo Orlan-10 derrubado pela Guarda Nacional da Ucrânia no oblast de Lugansk, abril de 2022

Após abandonar sua ofensiva para capturar Kiev, a Rússia voltou sua atenção para o leste e o sul da Ucrânia. As unidades militares russas começaram a ser realocadas do norte da Ucrânia para o leste, mas muitas dessas tropas pareciam estar quase ineficazes em combate devido a pesadas perdas. No entanto, a Rússia ainda reuniu dezenas de milhares de tropas, declarando o objetivo de capturar completamente os oblasts de Donetsk e Lugansk. Em 1.º de abril, as forças russas conseguiram capturar Izium, embora combates pesados continuassem ao redor do assentamento nos próximos dias.
Enquanto isso, as forças russas e separatistas pró-russos continuaram a sitiar Mariupol, onde fizeram pouco progresso. No entanto, as tropas russas conseguiram dividir os defensores ucranianos em Mariupol em dois ou três bolsões em 10 de abril. Ao mesmo tempo, a Rússia fez esforços concentrados para conquistar as cidades estrategicamente importantes de Severodonetsk, Popasna e Rubizhne. A Rússia lançou ataques repetidos nessas localidades a partir de 10 de abril. Os russos fizeram pouco progresso nesses ataques, e a Ucrânia afirmou que infligiu uma pesada derrota à 60.ª Brigada de Infantaria Motorizada Independente em 11 de abril.
Para apoiar as operações visando Severodonetsk, Popasna e Rubizhne, a Rússia avançou ao sul de Izium em direção a Barvinkove e Sloviansk. A Ucrânia respondeu deslocando mais unidades para conter os russos em Izium. Ao mesmo tempo, a Rússia atacou Kharkiv para prender as forças ucranianas locais. Até 12 de abril, a Rússia fez apenas ganhos limitados em Izium, mas continuou a enviar mais tropas para reforçar a ofensiva.
Em 13 de abril, foi relatado que a Rússia estava tentando reunir uma força grande o suficiente para superar em número os soldados ucranianos no leste da Ucrânia em cinco vezes, numa tentativa de finalmente obter uma vitória decisiva no Donbas. Em 16 de abril, a Rússia ordenou que os defensores restantes de Mariupol se rendessem, mas os ucranianos ignoraram a exigência.
Em Carcóvia, os ataques à cidade aumentaram significativamente, matando cinco pessoas e ferindo 13. A BBC relatou que múltiplos ataques aéreos atingiram vilarejos e cidades no leste da Ucrânia. As forças russas continuaram a lançar ataques localizados, sondando as defesas ucranianas. Enquanto isso, a Ucrânia lançou contra-ataques e retomou várias pequenas cidades e vilarejos perto de Carcóvia e Izium.
Em 18 de abril de 2022, segundo autoridades ucranianas, a Rússia lançou uma nova ofensiva no Donbas ao longo de uma frente de 300 milhas, atingindo 1.260 alvos militares com foguetes e artilharia, segundo militares russos. O comandante russo Rustam Minnekayev posteriormente afirmou que essa ofensiva renovada visava não apenas tomar o Donbas, mas também garantir o sul da Ucrânia para que a Rússia pudesse estabelecer uma conexão terrestre com a Transnístria. O bombardeio inicial russo se concentrou em Rubizhne, Popasna e Marinka.
No mesmo dia, foi relatado que as tropas russas e da República Popular de Lugansk (RPL) haviam entrado na cidade de Kreminna, capturando-a após algumas horas de confrontos com o Exército ucraniano. O comandante da RPL, Mikhail Kishchik, foi morto nessa batalha. Nos dias seguintes, a Rússia fez poucos avanços em toda a frente. Enfrentando forte resistência ucraniana, as forças russas e separatistas conseguiram avançar em partes de Rubizhne, Popasna e Severodonetsk. Alguns relatos também sugeriram que os combates em Kreminna ainda estavam ocorrendo. Em 21 de abril, os russos afirmaram ter matado mais de 4 mil soldados ucranianos em Mariupol e capturado mais 1.478. Até 23 de abril, os contra-ataques ucranianos aparentemente estagnaram o avanço russo.
Nos dias seguintes, a Rússia continuou suas tentativas de romper as defesas ucranianas, possivelmente para cercar o saliente Izium-Donetsk. Os combates se concentraram em Severodonetsk, Rubizhne, Popasna, Marinka, Carcóvia e Izium. A Rússia, a RPL e a RPD obtiveram ganhos limitados, capturando várias aldeias e as cidades de Popivka, Pischane, Zhytlivka e Kreminna. No entanto, o avanço geral russo foi lento e estagnou na maioria das áreas da linha de frente. A Ucrânia também lançou um número crescente de contra-ataques em Izium e Carcóvia, expulsando gradualmente as forças russas de vários assentamentos. Em 30 de abril, a Ucrânia lançou uma contraofensiva em larga escala em Carcóvia, retomando os subúrbios da cidade e várias outras cidades nos dias seguintes.

#### Maio–agosto de 2022

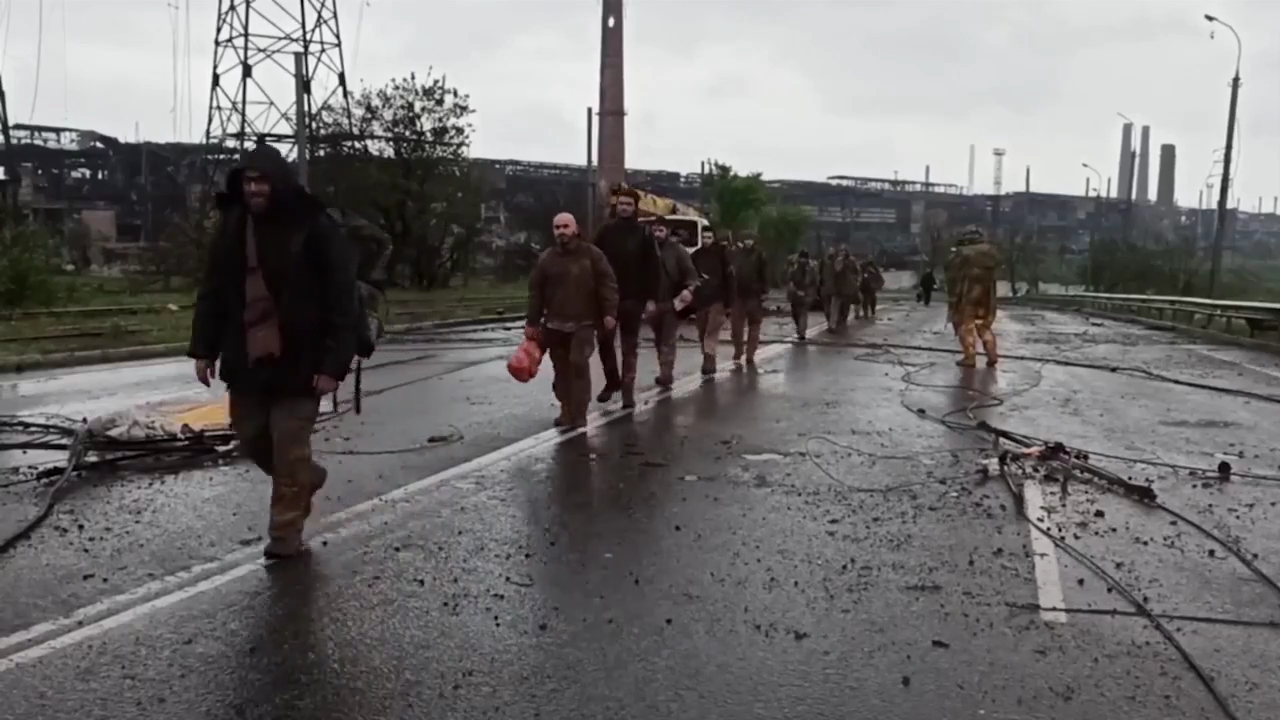
Tropas ucranianas se rendem após a queda da Azovstal em Mariupol, 19 de maio

Em 4 de maio, as forças russas haviam sido empurradas para uma distância em que grande parte de sua artilharia já não conseguia atingir Carcóvia. Enquanto isso, as forças separatistas russas das Repúblicas Populares de Lugansk e Donetsk continuaram a tentar romper as defesas ucranianas em Izium e na linha de frente de Donetsk-Lugansk. Em 7 de maio, as forças russas destruíram várias pontes na tentativa de retardar o contra-ataque ucraniano em Carcóvia. No mesmo dia, tropas russas e separatistas também capturaram Popasna. Após a captura de Popasna, a Rússia começou a tentar cercar Severodonetsk.

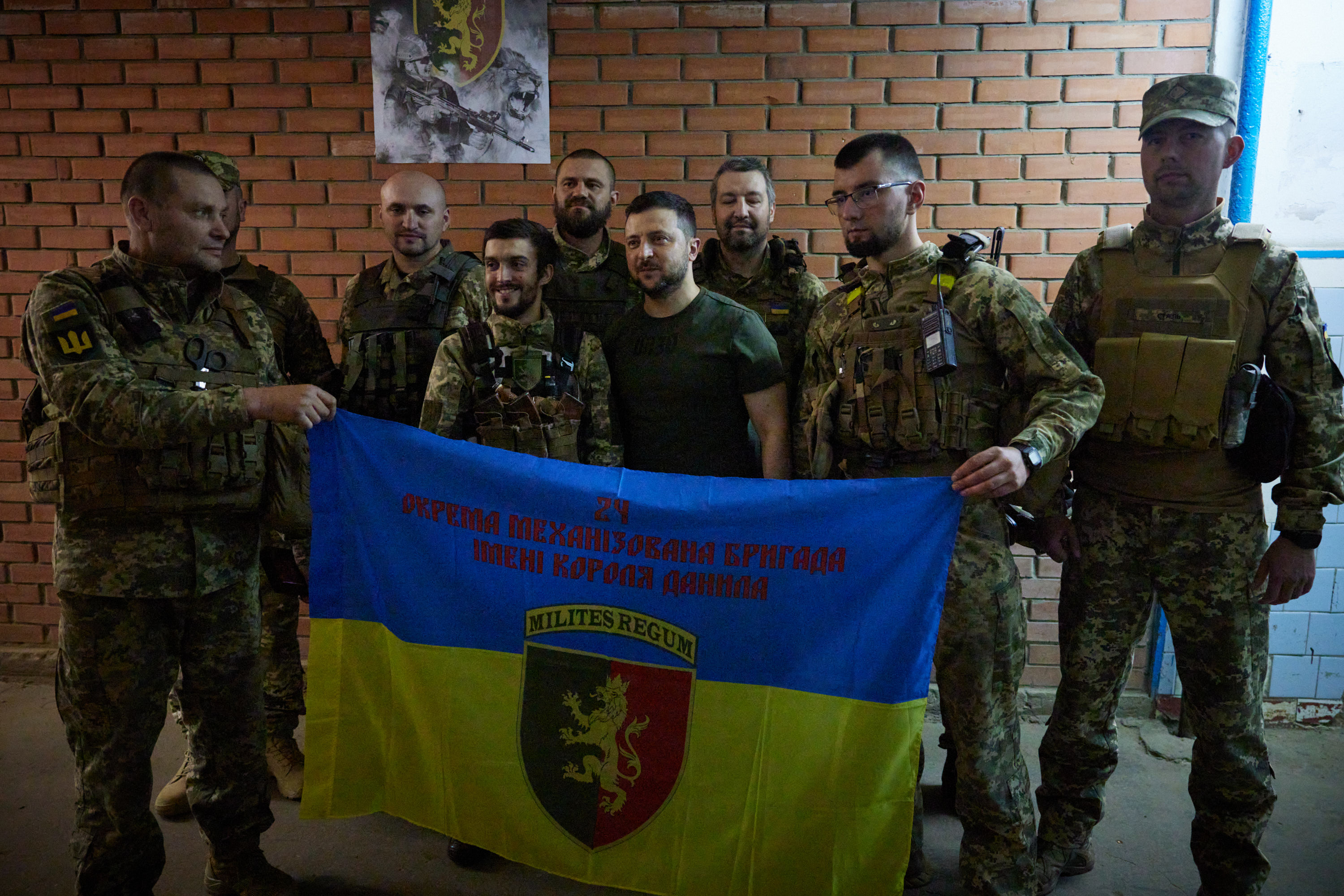
O presidente ucraniano Volodymyr Zelensky visitando a 24.ª Brigada Mecanizada, perto de Bakhmut e Lysychansk

Em 10 de maio, a Ucrânia fez mais avanços na frente de Carcóvia, forçando a Rússia a reposicionar suas forças do front de Izium para o norte. Além disso, a artilharia ucraniana destruiu todo um grupo tático de batalhão russo que tentava atravessar um rio na batalha do Siverskyi Donets. Enquanto isso, a Rússia e a RPD tentaram consolidar sua ocupação no leste da Ucrânia por meio de meios políticos e econômicos, provavelmente numa tentativa de integrar essas áreas às repúblicas separatistas existentes ou estabelecer novas. Por outro lado, civis ucranianos começaram a organizar movimentos de resistência. À medida que as forças ucranianas reconquistavam território ao redor de Carcóvia, colaboradores civis locais fugiram para a Rússia.

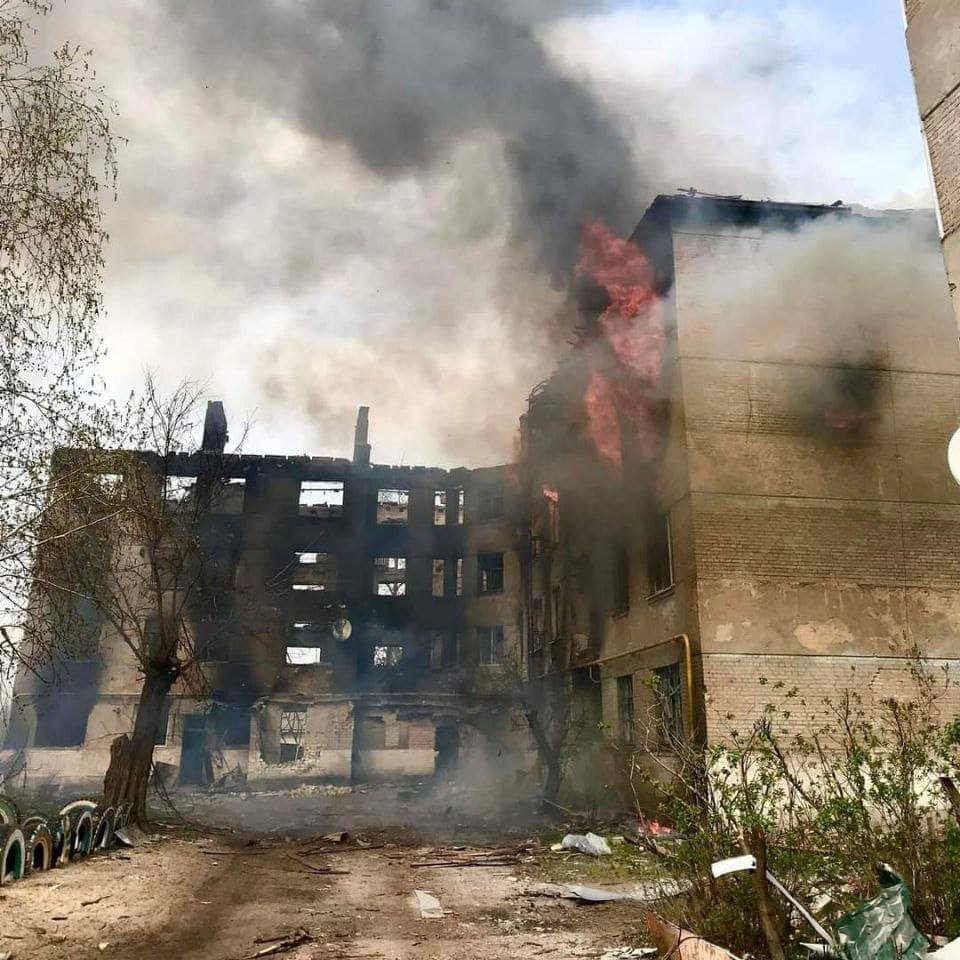
Prédios queimando no oblast de Lugansk após um bombardeio russo, 13 de junho

Em 12 de maio, as forças russas tomaram Rubizhne e a cidade vizinha de Voevodivka. Lutas intensas ocorreram posteriormente na aldeia de Dovhenke, ao sul de Izium, enquanto a Rússia continuava suas tentativas de cercar Severodonetsk. Nessa última operação, a Rússia começou a se concentrar em cortar a rodovia em Bakhmut. Até 14 de maio, os ucranianos afirmaram ter matado mais de 6 mil soldados russos em Mariupol. Eles também alegaram ter destruído 78 tanques e 100 outros veículos blindados. Em 15 de maio, as forças ucranianas chegaram à fronteira próxima a Carcóvia, enquanto continuavam a repelir as unidades russas e da RPL. No dia seguinte, o cerco de Mariupol foi formalmente encerrado, já que o pessoal militar ucraniano na usina Azovstal concordou em evacuar gradualmente e se render às forças russas. Quatro dias depois, os russos anunciaram que haviam capturado mais 2.439 ucranianos em Mariupol, elevando o número total de prisioneiros durante o cerco para 3.917. Além disso, foi relatado que a agitação - incluindo protestos públicos - estava aumentando entre colaboradores pró-russos e separatistas no leste da Ucrânia, acusando as forças russas de corrupção, incompetência e mobilizações forçadas.
Nos dias seguintes, a Rússia fez pouco ou nenhum progresso na linha de frente de Izium, mas capturou algum território ao redor de Popasna e Sievierodonetsk, ameaçando cada vez mais Severodonetsk e Lysychansk com o cerco. A Rússia também intensificou os ataques aéreos e de artilharia visando posições ucranianas ao redor de Izium, possivelmente preparando-se para ataques renovados. Na frente norte, as forças russas e separatistas reconquistaram algumas aldeias e fortificaram suas posições para estancar a contraofensiva ucraniana.
Em 23 de maio, as forças russas tomaram o controle de Lyman e atacaram Avdiivka. Em 24 de maio, as forças russas atacaram de Pospasna com o objetivo de cortar Bakhmut, Lysychansk e Severodonetsk, ganhando algum terreno. As forças ucranianas fizeram uma retirada controlada ao sudoeste de Pospasna para fortalecer sua posição defensiva em Bakhmut. A Rússia subsequentemente capturou Svitlodarsk.
Nesse período, o assessor de defesa ucraniano Yuriy Sak exigiu publicamente mais sistemas de lançadores múltiplos de foguetes para reforçar as capacidades de artilharia ucraniana. Em 31 de maio, os Estados Unidos anunciaram um pacote de ajuda militar que incluía sistemas de foguetes de precisão com alcance de 80 km.
Depois de uma batalha acirrada que arruinou grande parte da cidade, as forças russas e da RPL capturaram Severodonetsk ao longo do rio Siverskyi Donets em 25 de junho. No mesmo dia, a batalha de Lysychansk começou, o que também resultou em uma vitória russa em 2 de julho. No dia seguinte, as forças russas e da RPL declararam controle total de toda a região de Lugansk. Em 4 de julho, o The Guardian relatou que após a queda da região de Lugansk, as tropas russas continuariam sua invasão na região adjacente de Donetsk para atacar as cidades de Sloviansk e Bakhmut. O exército russo declarou uma "pausa operacional" para descansar e reabastecer as forças de frente em Lugansk. Em 9 de julho, um ataque de foguetes russos em dois prédios residenciais em Chasiv Yar matou pelo menos 48 pessoas.
Em 25-26 de julho, após a pausa operacional da Rússia, fontes russas relataram que as cidades de Berestove, Novoluhanske e a usina elétrica de Vuhlehirsk haviam sido capturadas. O Instituto para o Estudo da Guerra (ISW) sugeriu que os defensores ucranianos provavelmente conduziram uma retirada deliberada da área.

#### Setembro–outubro de 2022
No início de setembro de 2022, a Ucrânia iniciou uma grande contraofensiva, retomando vários assentamentos na região de Carcóvia.
O vice-chefe da Diretoria Operacional Principal do Estado-Maior Geral da Ucrânia, Oleksiy Hromov, alegou em 1.º de setembro que o presidente russo Vladimir Putin havia ordenado que as forças russas capturassem todo o oblast de Donetsk até 15 de setembro, através de uma nova ofensiva. Hromov também alegou que a Rússia iria rotacionar seu recém-estabelecido 3.º Corpo de Exército para a frente de Donetsk. Um alto funcionário de defesa dos EUA descartou o suposto desdobramento de pessoal do "mais velho, despreparado e mal treinado" 3.º Corpo de Exército como sendo incapaz de aumentar o poder de combate geral da Rússia na Ucrânia.
Em 4 de setembro, Zelensky anunciou a libertação de uma vila no oblast de Donetsk. As autoridades ucranianas divulgaram um vídeo de suas forças entrando em Ozerne. Em 8 de setembro, as forças ucranianas recapturaram mais de 20 assentamentos no oblast de Carcóvia, incluindo as cidades de Balakliia e Shevchenkove e "penetraram posições de defesa russas até 50 km" de acordo com o Estado-Maior das Forças Armadas da Ucrânia. No mesmo dia, um representante das autoridades de ocupação russas anunciou que a "defesa de Kupiansk havia começado" e que forças russas adicionais estavam a caminho para apoiar o esforço, sugerindo que soldados ucranianos estão próximos da cidade.
Em 9 de setembro, as forças ucranianas alcançaram as proximidades de Kupiansk e destruíram a principal ponte sobre o rio Oskil no centro da cidade, limitando a capacidade do Exército russo  de recuar ou trazer reforços. Na manhã de 10 de setembro, soldados ucranianos postaram fotos da bandeira ucraniana sendo hasteada em frente à prefeitura da cidade. Também em 10 de setembro, Izium, um posto de comando central dos russos na região, caiu para as forças ucranianas, "com milhares de soldados russos abandonando depósitos de munição e equipamentos ao fugir". Em 11 de setembro, foi relatado que os ucranianos haviam retomado Velykyi Burluk, no oblast de Carcóvia, a apenas 15 milhas (24 km) da fronteira com a Rússia. A Rússia respondeu com ataques de mísseis em áreas civis e em instalações de infraestrutura não militares, como estações de energia.
Em 1.º de outubro, as forças ucranianas cercaram e entraram em Lyman. De acordo com o Ministério da Defesa da Rússia, as forças russas haviam recuado de Lyman.

#### Novembro de 2022–maio de 2023

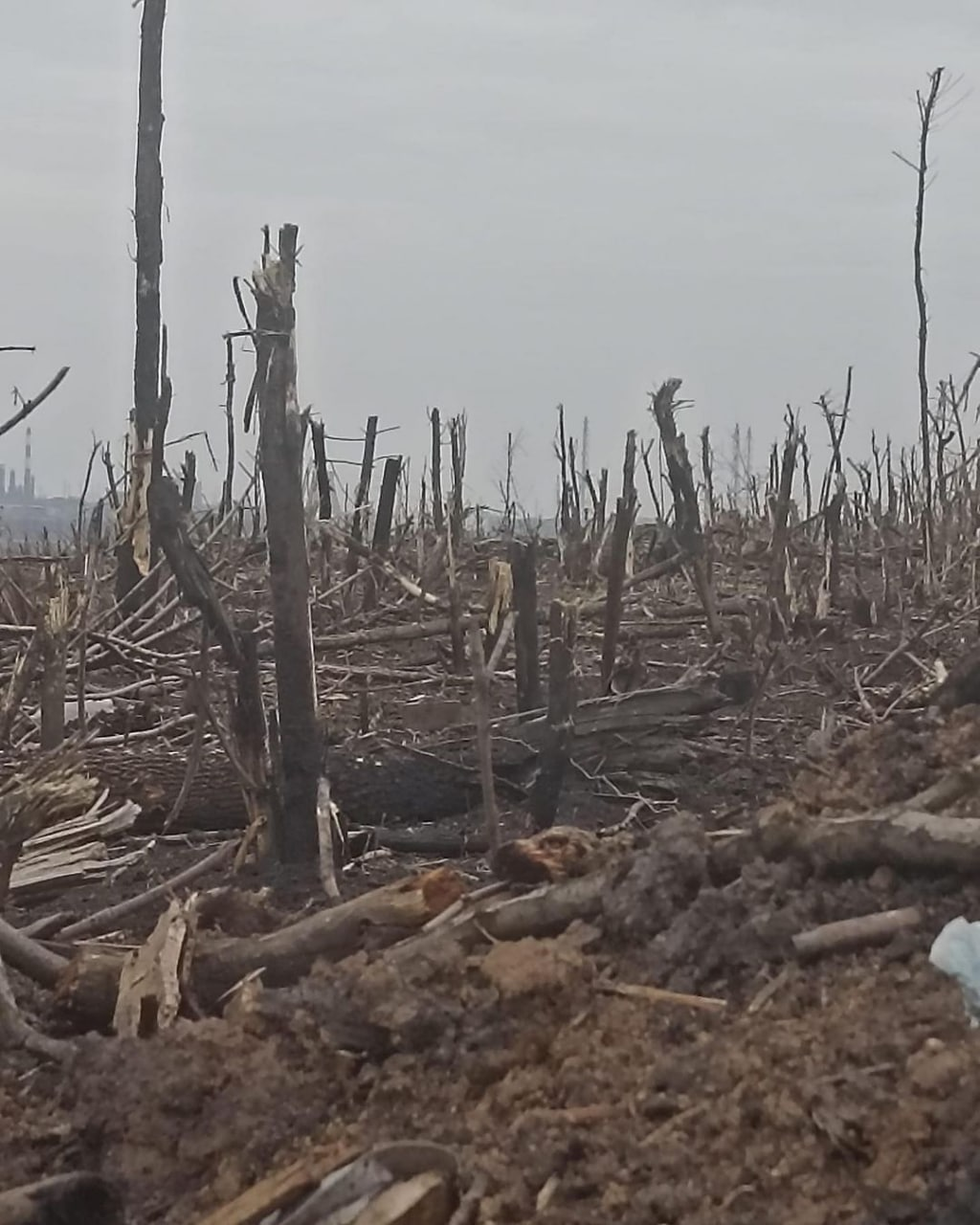
Terra de ninguém durante a batalha de Bakhmut, novembro de 2022

Até dezembro de 2022, os combates mais intensos na Ucrânia ocorreram na frente leste, no Donbas. As forças russas e ucranianas canalizaram reforços de outras frentes para o eixo Bakhmut–Soledar, enquanto a contraofensiva do leste ucraniano estagnou em grande parte ao longo do eixo Lyman–Kreminna–Svatove. A Rússia passou grande parte do mês consolidando linhas de defesa ao longo da frente Kreminna–Svatove, buscando impedir um avanço ucraniano para a rodovia P-66. Os ucranianos, incluindo a 92.ª Brigada Mecanizada, tentaram contra-ataques locais intermitentes ao longo da linha de frente enquanto repeliam muitos ataques locais russos. A linha Kreminna–Svatove tornou-se um ponto crítico defensivo para a Rússia, que reforçou a área com dois batalhões de tanques T-90 e alguns veículos de combate blindados BMPT, e mobilizou elementos da 144ª. Divisão de Rifles Motorizados e do 8.º Exército de Armas Combinadas. Tanto os russos quanto os ucranianos alegaram estar conduzindo operações ofensivas ao longo desta linha de frente e repelindo ataques inimigos locais. Em 10 de dezembro, o Ministério da Defesa da Rússia disse estar fazendo novos avanços a leste de Lyman, enquanto o Instituto para o Estudo da Guerra avaliou que a Ucrânia "provavelmente" controlava Chervonopopivka em 22 de dezembro.

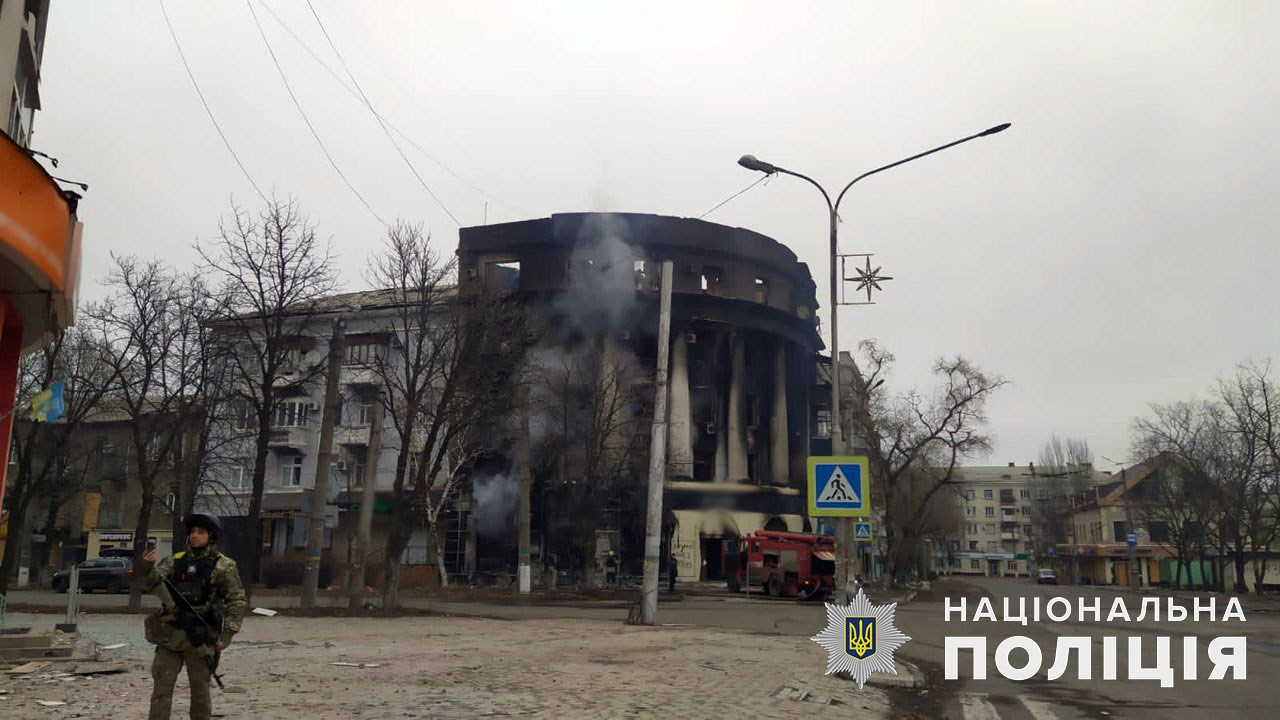
Prédio danificado em Bakhmut após um bombardeio russo, 26 de dezembro

No sul e oeste do Oblast de Donetsk, a batalha de Marinka continuou enquanto a Rússia continuava com projetos de demolição e reconstrução em Mariupol, buscando transformar a cidade em ruínas em uma cidade fortaleza. Observadores acusaram a Rússia de usar os esforços de reconstrução para encobrir e destruir evidências de crimes de guerra em Mariupol, especialmente o ataque aéreo ao teatro de Mariupol em março de 2022. A Ucrânia também aumentou drasticamente o bombardeio da cidade de Donetsk, matando mais de 10 civis e ferindo muitos outros ao longo do mês, de acordo com autoridades separatistas.
Os combates mais intensos ocorreram na frente de Bakhmut, caracterizados por uma guerra de trincheiras, duelos de artilharia e pequenos ataques de sondagem russos em condições rigorosas pelo inverno, enquanto as forças regulares russas, separatistas e do Grupo Wagner buscavam romper as linhas defensivas nos flancos sul e leste da cidade. Os combatentes do Grupo Wagner lideraram os ataques terrestres à cidade e seus subúrbios satélites, cada um dos quais a Ucrânia havia transformado em uma fortaleza. A Mídia, funcionários do governo e testemunhas oculares descreveram os combates em Bakhmut como uma "máquina de moer carne" devido às pesadas baixas sofridas diariamente por tropas ucranianas e russas, com mudanças insignificantes na linha de frente. As forças russas intensificaram suas tentativas de cercar Bakhmut no inverno, e o Grupo Wagner rompeu as linhas de defesa ucranianas na cidade de mineração de sal de Soledar em 27 de dezembro, capturando Bakhmutske e Soledar propriamente dita em 16 de janeiro de 2023, enfraquecendo as laterais defensivas nordeste de Bakhmut. Em 21 de maio de 2023, as forças do Grupo Wagner empurraram as forças ucranianas para as periferias de Bakhmut.

#### Junho de 2023–presente
Após a Rússia empurrar a Ucrânia para as proximidades de Bakhmut, a Ucrânia retomou a iniciativa e iniciou contra-ataques nos flancos da cidade. Isso levou a Ucrânia a obter várias conquistas "localizadas" no mês de maio. No início de junho de 2023, a Ucrânia lançou uma contraofensiva nos arredores de Bakhmut. Esses ataques se concentraram em áreas como Andriivka, Klishchiivka e Berkhivka.
Em 3 de julho, a BBC publicou um artigo sobre como as forças russas têm implantado minas através de foguetes. Essas minas terrestres resultaram em muitas amputações, principalmente de pernas, para as forças ucranianas. Elas são referidas como minas "pétalas" (possivelmente minas PFM-1). Outros exemplos incluem uma mina do tipo Claymore conectada a um poste de luz para "lançar estilhaços" contra veículos ou soldados. Alguns soldados ucranianos reclamam que as forças russas não os enfrentam "homem a homem", mas sim confiam em armas "sorrateiras", como minas terrestres. Um soldado ucraniano chamado Artyom comentou: "Eu odeio esse trabalho". O comandante da equipe de sapa, chamado "Dill", disse: "Claro, isso diminui a movimentação das tropas".